# Aage Bojsen-Møller
Aage Bojsen-Møller f. Aage Bojsen Møller (23. februar 1926 i København – 15. september 2008) var en dansk højskolemand og sejlsportsmand.

## Skolemand
Han var søn af Vagn Møller og nevø til Axel Bojsen-Møller og blev i 1951 ansat som lærer på Rødkilde Højskole, som var grundlagt i 1866 af bedstefaderen Frede Bojsen. Vagn Møller omdannede den i 1936 til sygeplejehøjskole. Da Aage Bojsen-Møller i 1962 blev forstander blev dens profil atter ændret, nu til naturhøjskole, hvilket den var de efterfølgende sytten år. 1985 gik Bojsen-Møller af som forstander, og siden 1998 har skolen været en teaterhøjskole.
Bojsen-Møller var fra 1987 og seks år frem bestyrelsesformand for Møns Museum og Lokalarkivet for Møn Kommune og var sammen med hustruen Jytte med til at modernisere og udvikle museet.

## Sejlsport
Aage Bojsen-Møller var også en markant sejlsportsmand. Han var fra 1975 involveret i Dansk Sejlunion, var formand for Sejlklubben Møn og virkede som dommer ved adskillige kapsejladser. Sønnerne Jørgen og Jacob delte faderens glæde ved sejlsporten og de var ofte på vandet sammen i en "spækhugger". 
Jørgen Bojsen-Møller har vundet guld 1988 og bronze 1992 ved OL i Flying Dutchman, og sammen har brødrene vundet tre verdensmesterskaber i samme bådtype.
Aage Bojsen-Møller er begravet på Stege Kirkegård.